# Daniele Caluri
Daniele Caluri (né le 26 février 1971 à Livourne) est un auteur de bande dessinée italien connu pour ses séries et histoires créées dans le mensuel satirique Il Vernacoliere, auquel il a collaboré de 1985 à 2011.

## Récompenses et distinctions
- 2007 : Prix Micheluzzi de la meilleure série humoristique (avec Emiliano Pagani) et du meilleur dessinateur italien pour une série humoristique pour Don Zauker exorciste (en)[réf. souhaitée]
- 2009 : Prix Micheluzzi de la meilleure série humoristique pour Don Zauker exorciste  (avec Emiliano Pagani)[réf. souhaitée]